# N-443
N-443 era una carretera de la Red Nacional que unía en principio Cádiz con Puerto Real y a su vez con la Autopista de Sevilla, la CA-32 y la A-4. En 2015 cambió de denominación y se convirtió en la vía CA-36. El Puente Carranza formaba parte de la vía.

## Puente Carranza
Cuenta con una zona central móvil para el paso de buques hacia la base de Carraca y los astilleros de San Fernando. La longitud total del puente incluyendo tramo móvil y los tramos fijos es de 1460 metros. Su altura máxima es de 18 metros y la luz del tramo móvil es de unos 90 metros con dos hojas contrapesadas que son accionadas hidráulicamente. El peso aproximado de cada hoja junto a su contrapeso es de unos 1200 toneladas. Fue construido en 1969 por la empresa Dragados y Construcciones y hubo un peaje hasta el año 1982. 
Originalmente diseñado con dos carriles, en la actualidad cuenta con un tercer carril reversible.
- Datos: Q6036710